# Benedikt Josef von Koller
Benedikt Josef Maria von Koller (* 26. August 1767 in Binddorf; † 16. März 1798 in Wien) war ein dramatischer Dichter.

## Leben
Benedikt Josef studierte Jura in Straubing. Aufgrund seiner Mitgliedschaft im Illuminatenorden wurde er in Bayern verfolgt und musste nach Wien flüchten. Er hatte dort die Stelle eines Stabsauditors inne. Im Geiste der Empfindsamkeit schrieb er Possen und Lustspiele.
Die Lebensdaten von Benedikt Josef können nicht zweifelsfrei festgelegt werden. Aufgrund von Namensgleichheiten geht Wurzbach bei den Geburtsdaten vom Geburtsjahr 1769 in Straubing aus, laut Goedeke soll er am 4. September 1817 als k. k. Legationsrat in Stuttgart gestorben sein.